# 39 Komenda Odcinka Jasło
39 Komenda Odcinka Jasło/Gorlice – samodzielny pododdział Wojsk Ochrony Pogranicza.

## Formowanie i zmiany organizacyjne
39 Komenda Odcinka sformowana została w 1945 na bazie 32 pułku piechoty w strukturze 9 Oddziału Ochrony Pogranicza. Służbę graniczną objęła 8 listopada 1945.
W kolejnych latach uległa zmianie numeracja i dyslokacja strażnic. Strażnica nr 174 przeniosła się z Jaślisk do Lipowca i otrzymała numer 175. Strażnica w Barwinku otrzymała numer 176, strażnica w Ożennej 178, strażnica w Koniecznej numer 179, a strażnica w Wysowej numer 180. W czasie organizacji 1 Brygady WOP została zorganizowana strażnica nr 177 w Hucie Polańskiej.
We wrześniu 1946 odcinek wszedł w skład Rzeszowskigo Oddziału WOP nr 8. W marcu 1947 rozformowano 38 i 39 komendę odcinka, a na ich bazie sformowano Krośnieńską Komendę WOP w Krośnie, którą bezpośrednio podporządkowano Departamentowi WOP w Warszawie.

## Struktura organizacyjna
Dyslokacja 39 Komendy Odcinka przedstawiała się następująco:
- komendantura odcinka i pododdziały sztabowe – Gorlice
- 175 strażnica – Jaśliska
- 176 strażnica – Barwinek
- 177 strażnica – Ożenna
- 178 strażnica – Konieczna
- 179 strażnica – Wysowa